# グレイトヒッツ
『グレイトヒッツ』 (GREAT HITS) は、エニックス（現スクウェア・エニックス）が1998年10月29日に発売したPlayStation専用ゲームソフト。

## 概要
本作は、ビデオクリップ (VC) を作成する音楽ゲーム。各ステージで与えられる「テーマ」を満たしたビデオクリップを作成することでステージクリアとなる。作成したビデオクリップはVCの販売店に持ち込むことで買い取ってもらえ、その資金を元にビデオクリップの作成に必要な「曲」や「タレント」「機材」をショップで購入する。作成したビデオクリップがヒットすると、主人公のファンが増え、名声が上がり、お金も増える。最終的に世界一のビデオクリッパーになることが目的である。
章区切りの構成となり、各章の始めに、クリアするために必須となる機材、素材が提示される。プレイヤーはそれらを使って映像クリップを作ることになる。

## システム

### ビデオクリップ作成パート
「曲」や「タレント」を用いてビデオクリップを作成するパート。ビデオクリップの作成には「機材」が必要だが、最初の内はあまり持っていない。機材はイベントで手に入ることもあるが、ショップで購入するのが基本となる。機材は、カメラやライトなど、以下の11種類がある。
カメラメイカー
固定カメラと移動カメラの2種類がある。カメラ系の素材を使うために必要。
BGメイカー
ビデオクリップに背景を挿入する機材。BG系の素材を使うために必要。
ライトメイカー
スポットライト、ムービンライト、レーザーライトの3種類がある。ライト系の素材を使うために必要。
チェンジメイカー
効果的なカットを演出できる機材。
インテリアメイカー
タレントの周囲に小物などのインテリアを配置できる機材。
アニメシートメイカー
文字や絵をビデオクリップに貼り付ける機材。
エフェクトメイカー
画面全体に演出を施す機材。エフェクト系の素材を使うために必要。
タレントメイカー
タレントを画面から消すことのできる機材。背景やインテリアを強調したいときに使う。
ブラックメイカー
ビデオクリップの最初と最後に黒い部分を入れることができる機材。
セレクトUP
他の各メイカーが設定した演出をアレンジできる機材。

### RPGパート
本作の舞台となる「ノイズシティ」を探索するパート。街の中は一般的なRPGのように移動することができ、情報収集やショップでの買い物ができる。タレントのスカウトや契約もRPGモードで行う。ただ、街のグラフィック技法はあまり洗練されておらず、見づらい所がある。

## 設定
ノイズシティ
本作の舞台で、ビデオクリップが大流行している街。街の中心地には主人公が所属するビデオクリップメーカー「ハーモニー・メジャー・レーベル」やそのライバルメーカーがある。また、街の中心地は「ベガス・タウン」や「東華タウン」など他の区域につながっている。
タレント
ビデオクリップに出演するダンサーのこと。街でスカウトしたり、イベントをクリアしたりすることで契約できるようになる。ビデオクリップに出演してもらうには契約金を払う必要があり、人気のあるタレントが出演するビデオクリップほどヒットしやすいが、契約金も高くなる。また、主人公の名声が上がると自ら出演を志願してくる者も登場する。

## 登場人物

### ハーモニー・メジャー・レーベル
ポップ・チップス（Pop Chips）
本作の主人公。ハーモニー・メジャー・レーベルの新人ビデオクリッパー。世界一のビデオクリッパーを目指している。
ピア（Pia）
ハーモニー・メジャー・レーベルの専属タレント。19歳。セクシーなダンスからハードなアクションまでこなす世界のトップタレント。本名はピアニシモ。
チッキン・テールピース（Chicken Tailpiece）
ハーモニー・メジャー・レーベル所属の新人作曲家。24歳。
ドン・ノイズ（Don Noise）
ハーモニー・メジャー・レーベルの社長で、大物クリッパー。33歳。

### 主なタレント
ラジアルミックス（Radial Mix：Viola、Pomposa、Braccio）
ヴィオラ、ポンポーサ、ブラッチョの生意気なガキの3人組バンド。
ホローボディーズ（Hollow Bodies：Elegie、Pan）
エレジーとパンの二人組。正式なメジャーデビューはまだしていない。
ビーバップ（BE-BOP）
スキャロップ・トラックス所属のダンサー。26歳。
ジョア（Joie）
ピチカート・ポップス所属のアイドル。16歳。
ベルリラ（Bell Lyra）
コンデンス・ハウス・カンパニー所属のタレント。31歳。
カストラート（Kastrat）
プリメイル・モード・Inc所属のタレント。29歳。
月琴鳴子
東華タウンの富士山（ふじやま）地区のタレント。セクシーな巫女さん。
ユンロー
東華タウンの九龍（クーロン）地区のタレント。チャイナ服の女性。

## スタッフ
- ウィズ[1]
- 渡邊けんじ[1]
- システムサコム
- ジーク
- ソイツァーミュージック
- エニックス

## 関連書籍
- グレイトヒッツ 公式ガイドブック、エニックス、1998年、ISBN 4-87025-330-5